# 한훈 (독립운동가)
한훈(韓焄, 1892년 2월 27일 ~ 1950년 9월 10일)은 한국의 독립 운동가이다. 아호는 송촌(松村) 또는 만우(萬宇)이며 본명은 한우석(韓禹錫)이다.

## 생애

### 의병 운동
충청남도 청양 출생이다. 청양에서 일어난 홍주의진 의병대에 십대의 나이에 가담하여 독립 운동에 뛰어들게 되었다. 한훈의 외삼촌이 홍주의진에 참가했다가 일본군과의 전투에서 전사한 것이 계기가 되었다고 한다. 이후 그는 을사오적 암살 계획 등을 세우다가, 여의치 않자 직산군 군수를 사살하고 만주로 망명했다.

### 독립 운동
1910년 한일 병합 조약 체결 이후 다른 사람들은 한국에서 만주로 망명했지만, 그는 만주에서 만난 채기중과 의기투합하여 귀국한 뒤 풍기군에서 광복단을 조직해 한국에서 독립 운동을 벌였다. 한훈은 만주를 오가며 무기를 마련한 뒤 한국의 부호들에게서 반강제적으로 독립 운동 자금을 모집하는 일을 맡았다. 광복단 조직은 대구의 조선국권회복단과 통합하여 대한광복회(총사령 박상진)로 확대되었고, 이때 한훈은 전라도 지역을 중심으로 활동했다.
1920년 미국 의회의 의원들과 그 가족들이 시찰단으로 한국에 들어왔을 때 많은 독립 운동 조직이 그들 앞에서 조선 독립의 의지를 보여주기 위한 테러 활동을 계획했다.
한훈도 사이토 마코토 총독 등 일본인 고관들을 암살하고자 광복단결사대를 조직했다가 김상옥의 집에서 김동순과 함께 체포되었다. 이전에 대한광복회 소속으로 부호 및 지방의 면장 등을 납치하거나 살해한 사실까지 드러나 징역 13년형을 선고 받고 1929년까지 수형 생활을 했다.

### 광복 후 활동
오랜 옥고를 치르며 건강을 잃은 그는 일제강점기 동안 별다른 활동을 못하고 지내다가, 광복 후 상경하여 광복단 재건을 꾀하면서 반탁 운동 등 우익 운동에 앞장 섰다.
한국 전쟁 중 논산에서 조선인민군이 우익 인사들을 대거 처형할 때 피살되었다.

## 사후
1968년 건국훈장 국민장이 추서되었다.
독립기념관에 "세우자 우리나라 우리 손으로 독립한 정신없이 독립은 없다"라고 적힌 어록비가 세워져 있다.

## 참고 자료
- 대한민국 국가보훈처, 이 달의 독립 운동가 상세자료 - 한훈, 2002년
- 전봉관 (2008년 5월 1일). “[전봉관의 옛날 잡지를 보러가다 35] 종로경찰서 투탄 사건 - 거사 앞둔 김상옥이 정말 폭탄을 던졌을까?”. 신동아. 554~573면. 2008년 5월 16일에 확인함. |제목=에 지움 문자가 있음(위치 1) (도움말)